# Tuc des Carants
El Tuc des Carants, o dels Carants, és una muntanya que es troba en el terme municipal de la Vall de Boí, a la comarca de l'Alta Ribagorça, i dins del Parc Nacional d'Aigüestortes i Estany de Sant Maurici.

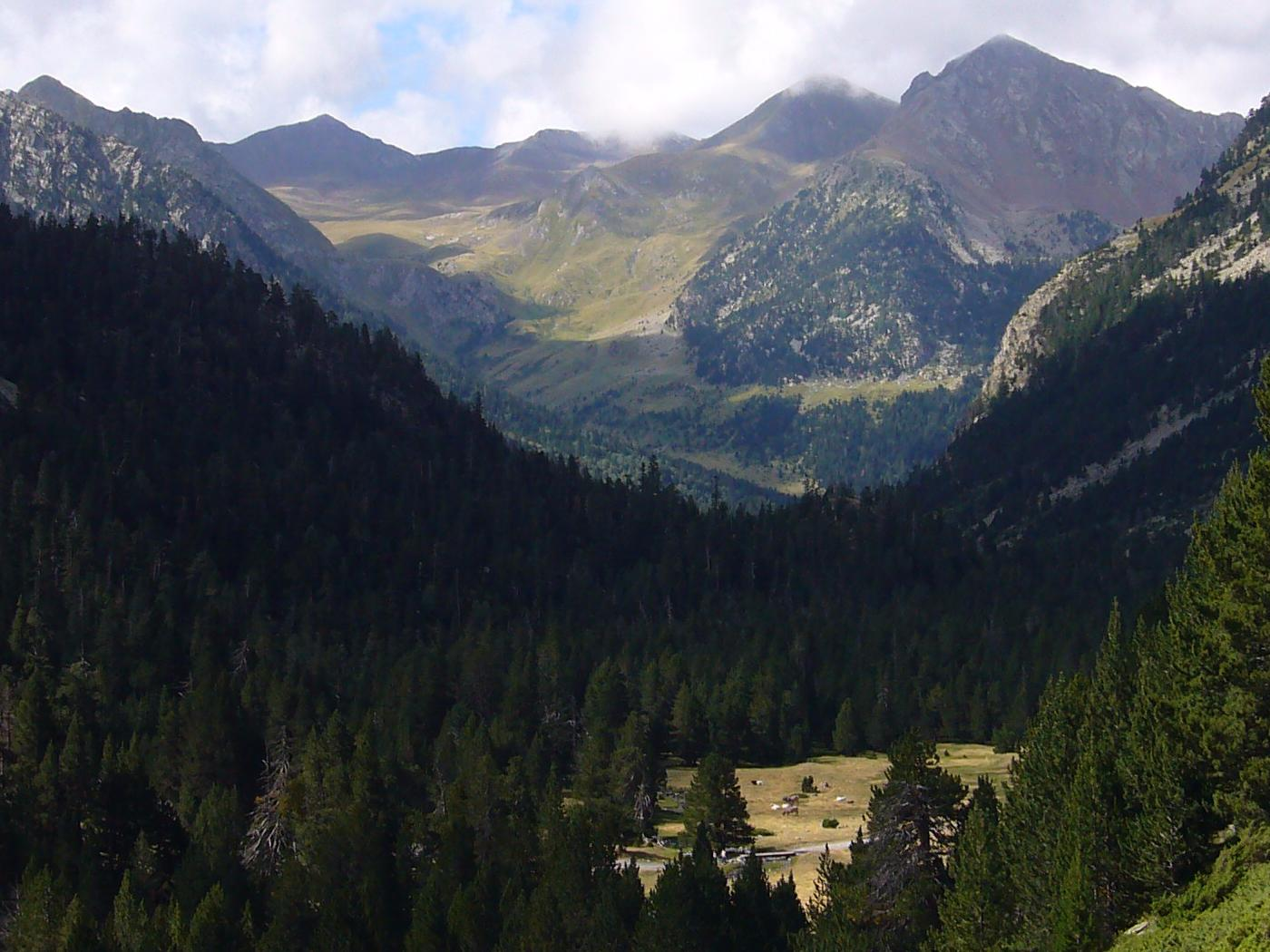
La vall de Montanyó de Llacs (Imatge amb anotacions)

El nom «prové de karantocanaleta o barranquet pendent i rocós per on salta aigua».
Aquest cim està inclòs al llistat dels 100 cims de la FEEC
El pic, de 2.791,4 metres, s'alça en el punt d'intersecció de les carenes que delimiten la Coma del Pessó (SO), Montanyó de Llacs (N) i el Barranc dels Carants (E); amb la Collada des Carants al nord-oest, la Collada del Montanyó a l'est-nord-est i el Serrat de la Corda al sud-oest.
La ruta habitual ataca el cim des de la Collada del Montanyó.